# Нихондайра (стадион)
Нихондайра (яп. 静岡市日本平スタジアム Сидзуока-си Нихондайра Сутадзиаму) — футбольный стадион, расположенный в районе Симидзу, Сидзуока, Япония. Стадион используется в основном для футбольных матчей и является домашней ареной клуба Джей-лиги Симидзу С-Палс. Стадион был открыт в 1991 году и на данный момент вмещает 20 339 зрителей. С 2009 года, по условиям нового спонсорского соглашения сроком на 4 года, стадион стал официально называться «Аутсорсинг Нихондайра» (яп. アウトソーシングスタジアム日本平).